# Eugasteroides loricatus
Eugasteroides loricatus är en insektsart som först beskrevs av Gerstaecker 1869.  Eugasteroides loricatus ingår i släktet Eugasteroides och familjen vårtbitare.

## Underarter
Arten delas in i följande underarter:
- E. l. weidneri
- E. l. speciosus
- E. l. loricatus